# Patty Struik
Patty Struik (Rijssen, 21 juni 1962) is beeldend kunstenaar die oorspronkelijk werkte onder haar eigen naam aan fotografische werken, installaties, collages en boeken. Sinds 1993 is zij grotendeels actief onder de merknaam LaSalle, een partnerschap met Albert Goederond. Zij maken voornamelijk grote objecten in de openbare ruimte. Struik exposeerde onder andere in het Museum voor Moderne Kunst Arnhem, Oogziekenhuis Rotterdam en Kunsthal Kade.  Ze maakte werken op commissie voor onder andere Rijnstate Ziekenhuis, X BANK, Kunstschrift en Duchess Amsterdam. Onder de naam LaSalle creëerde zij samen met haar partner Albert Goederond een beeldenreeks voor de Haagse wijk Leidschenveen.

## Werken
- Beeldenreeks LaSalle Leidschenveen